# José Ernesto Díaz
José Ernesto Díaz Correa (Bogotá, 13 de septiembre de 1952-Orlando, Florida, Estados Unidos, 4 de mayo de 2002) fue un futbolista colombiano que se desempeñó como delantero, y que jugó en Independiente Santa Fe, Standard Lieja de Bélgica, Atlético Junior, Independiente Medellín, y en Millonarios. También, jugó varios partidos y anotó varios goles jugando para la Selección Colombia. Ernesto es considerado uno de los máximos ídolo y uno de los mejores jugadores de la historia de Independiente Santa Fe, club del cual él se consideraba hincha, y con el que ganó 2 títulos; en 1971 y en 1975. Además, es considerado uno de los mejores futbolistas bogotanos y uno de los mejores delanteros de la historia del Fútbol Profesional Colombiano. Sus hijos Andrés Ernesto Díaz y Francisco Javier Díaz también jugaron en Independiente Santa Fe. 

## Biografía
Ernesto Díaz nació en Bogotá. Su padre, quería que se dedicara al ciclismo, pero Ernesto empezó a jugar fútbol siendo un niño en el barrio Samper Mendoza en el centro de la ciudad. Allí, integró un equipo llamado Patria, donde compartió con su amigo y luego compañero de equipo José Miguel Cañón. 

## Trayectoria

### Inicios
Ernesto empezó a jugar al fútbol cuando era un niño en las polvorientas canchas de su barrio en el centro de Bogotá. Luego entró a jugar al equipo aficionado Patria. Allí, fue uno de los jugadores más destacados, y gracias a sus buenos partidos; en 1966 fue fichado junto a su amigo José Miguel Cañón por el club Independiente Santa Fe, club del cual él se consideraba hincha. En las inferiores del conjunto cardenal, Ernesto se destacó en varios partidos por lo que fue ascendido a la nómina profesional. 

### Independiente Santa Fe
Luego de jugar en las divisiones inferiores por unos años, Ernesto debutó como profesional vistiendo la camiseta de su amado Independiente Santa Fe en 1971. El día de su debut, mostró un poco de sus buenas condiciones. Al final de 1971, Díaz ganó su primer título como profesional cuando el equipo cardenal de la ciudad de Bogotá ganó el quinto (5) título de su historia. En 1972 se hizo un hueco en el onceno titular, y llegó a jugar varios partidos y a anotar varios goles. En 1973, tuvo buenos partidos. En la temporada de 1974, Ernesto dio muestras de su poder goleador, ya que fue el máximo anotador de su equipo en el campeonato tras haber marcado 14 goles. En 1975, tuvo el mejor año de su carrera; ya que volvió a ser campeón con su amado Santa Fe el cual ganó el sexto título de su historia, siendo el bogotano una de las figuras del equipo que tenía una nómina con grandes jugadores como Alfonso Cañón, Juan Carlos "Nene" Sarnari, Héctor Javier Céspedes, Moisés Pachón y Carlos Alberto Pandolfi. En ese año, Ernesto anotó varios goles; y jugó casi todos los partidos del campeonato. En 1976, el delantero bogotano deja a Independiente Santa Fe, después de haber sido 2 veces campeón en 1971 y en 1975, y haber sido figura, goleador e ídolo del club; y se va a jugar al Standard Lieja del fútbol de Bélgica. Así, se convirtió en el primer futbolista colombiano en ser transferido al fútbol europeo. 

### Standard Lieja
Gracias a sus grandes actuaciones con Independiente Santa Fe y la Selección Colombia, el Standard Lieja de Bélgica compró su pase. Con su traspaso, Ernesto se convirtió en el primer futbolista colombiano que fue trasferido desde Colombia al fútbol europeo. En el Standard, jugó varios partidos mostrando su talento a pesar de que sufrió una dura lesión. Con el equipo belga, jugó la Copa UEFA. Luego de dos años, Ernesto regresó a  Colombia a su querido Santa Fe.

### Regreso a Santa Fe
Luego de tener una buena experiencia jugando en el fútbol de Bélgica, Ernesto regresó a Independiente Santa Fe en 1977. Su segunda etapa en dicho equipo duró 2 años; donde volvió a recuperar el ritmo y a marcar goles. Cuando regresó, Ernesto se convirtió en el líder del equipo, y lleva a Santa Fe hasta el cuarto (4) lugar del Campeonato de 1978. Ernesto jugaría con el equipo cardenal hasta mediados de 1979, cuando se fue al Junior de Barranquilla. 

### Junior de Barranquilla
Luego de haber tenido una buena etapa en Santa Fe donde volvió a marcar goles; el bogotano se fue a jugar al Junior de Barranquilla. En el equipo "Tiburón", Ernesto jugó por un semestre (6 meses), donde jugó algunos partidos y marcó pocos goles por lo que se fue al Independiente Medellín.

### Independiente Medellín
Después de haber jugado poco en un semestre con el Junior, Ernesto se fue a jugar al Independiente Medellín. Con el Medellín, Ernesto volvió a ser titular, a tener buenos partidos y a marcar goles. Además ganó la Copa Colombia en 1981. 

### Millonarios
Tras haber jugado bien y haber ganado un título con el Deportivo Independiente Medellín, en 1982 Díaz regresó a su natal Bogotá, pero esta vez fue a jugar a Millonarios. En su primer año, alternó la titularidad con la suplencia pero marcó buenos goles. En 1983, tuvo más regularidad y llegó a ser uno de los delanteros destacados del equipo. 

### Última etapa en Santa Fe y retiro
En 1984 después de haber tenido un par de buenos años en Millonarios, Ernesto regresó a Independiente Santa Fe. En su última etapa, el bogotano no fue la figura del equipo, pero igualmente fue un jugador importante dentro de la nómina por su experiencia. En su última etapa vistiendo la camiseta cardenal, Ernesto compartió con otro gran delantero en la historia de Santa Fe, el argentino Hugo Ernesto Gottardi. Con Gottardi, se hizo una muy buena dupla que anotó varios goles. A finales de 1986, Ernesto "Teto" Díaz se retiró del fútbol profesional después de haber sido 2 veces campeón con Santa Fe en 1971 y en 1975, haber sido figura, goleador e ídolo de la hinchada santafereña. 

## Convocatorias a selecciones

### Selección Colombia Juvenil
En 1971, Ernesto Díaz fue convocado a la Selección Colombia juvenil gracias a sus buenas actuaciones con el equipo juvenil de Independiente Santa Fe. Con la selección, jugó el Sudamericano Juvenil y los Juegos Panamericanos de la ciudad de Cali donde Colombia se quedó con la medalla de plata. En 1972, Ernesto fue convocado nuevamente para jugar en los Juegos Olímpicos de Múnich en Alemania. En los Olímpicos, Ernesto jugó 3 partidos. 

### Selección Colombia de Mayores
Gracias a sus muy buenos partidos jugados con la camiseta de Independiente Santa Fe, equipo donde era uno de los goleadores; Ernesto fue convocado para jugar con la Selección Colombia las Eliminatorias al Mundial de Alemania 1974. También, fue convocado para jugar la Copa América de 1975, donde fue una de las figuras del equipo que terminó subcampeón del torneo, y además fue el goleador de la competición. También, el bogotano jugó las Copas América de 1979 y de 1983.

## Después del retiro
Después de retirarse del fútbol profesional, Ernesto se quedó viviendo en su natal Bogotá y trabajó en su escuela de fútbol y también como supervisor en un negocio de campanas para carros. Luego, se fue a vivir a la ciudad de  Orlando, en los Estados Unidos. Allí, trabajaba jugando partidos de fútbol en los fines de semana e iba a inaugurar una escuela de Futbol. El 4 de mayo de 2002, Ernesto Díaz murió debido a un infarto que sufrió mientras jugaba al fútbol.

## Legado familiar
Ernesto no fue el único futbolista dentro de su familia, ya que sus hijos Andrés Ernesto Díaz y Francisco Javier Díaz jugaron en algunos equipos del fútbol de Bélgica y en Independiente Santa Fe.

## Clubes
| Club                   | País     | Año                              |
| ---------------------- | -------- | -------------------------------- |
| Santa Fe               | Colombia | 1971-1975, 1977-1979 y 1984-1986 |
| Standard Lieja         | Bélgica  | 1976                             |
| Atlético Junior        | Colombia | 1979                             |
| Independiente Medellín | Colombia | 1980-1981                        |
| Millonarios            | Colombia | 1982-1983                        |

## Palmarés

### Campeonatos nacionales
| Título           | Club                   | País     | Año  |
| ---------------- | ---------------------- | -------- | ---- |
| Primera División | Santa Fe               | Colombia | 1971 |
| Primera División | Santa Fe               | Colombia | 1975 |
| Copa Colombia    | Independiente Medellín | Colombia | 1981 |

## Convocatorias a selecciones

### Selecciones Juveniles
| Selección        | Torneo (s)                                                    | Año (s)     |
| ---------------- | ------------------------------------------------------------- | ----------- |
| Colombia Juvenil | Sudamericano Juvenil, Juegos Panamericanos y Juegos Olímpicos | 1971 y 1972 |

### Selección de mayores
| Selección | Torneo (s)                                                   | Año (s)                 |
| --------- | ------------------------------------------------------------ | ----------------------- |
| Colombia  | Eliminatorias al Mundial de 1974, Copa América, Copa América | 1973, 1975, 1979 y 1983 |

## Récords
| Récord                     | Torneo       | Año  |
| -------------------------- | ------------ | ---- |
| Máximo goleador del torneo | Copa América | 1975 |